# Танчиха
Танчиха — река в Пермском крае, приток Вильвы, притока Усьвы. Впадает в Вильву справа, в 74 км от её устья. Длина водотока 17 км. Истоки в Губахинском муниципальном округе в 10 км .южнее урочища (упразднённого посёлка) Безгодово, основное направление течения — на юг. Устье в Горнозаводском муниципальном округе, впадает в Вильву у подножия горы Баранова Горка, абсолютная высота устья 188,5 м. В среднем течении на левом берегу — урочище Танчиха (бывший посёлок).

## Данные водного реестра
По данным государственного водного реестра России, река относится к Камскому бассейновому округу, бассейн реки Кама, подбассейн — Кама до Куйбышевского водохранилища (без бассейнов рек Белой и Вятки), водохозяйственный участок реки — Чусовая от в/п пгт. Кын до устья. Код объекта в государственном водном реестре — 10010100712111100011740.